# 프로폴리스

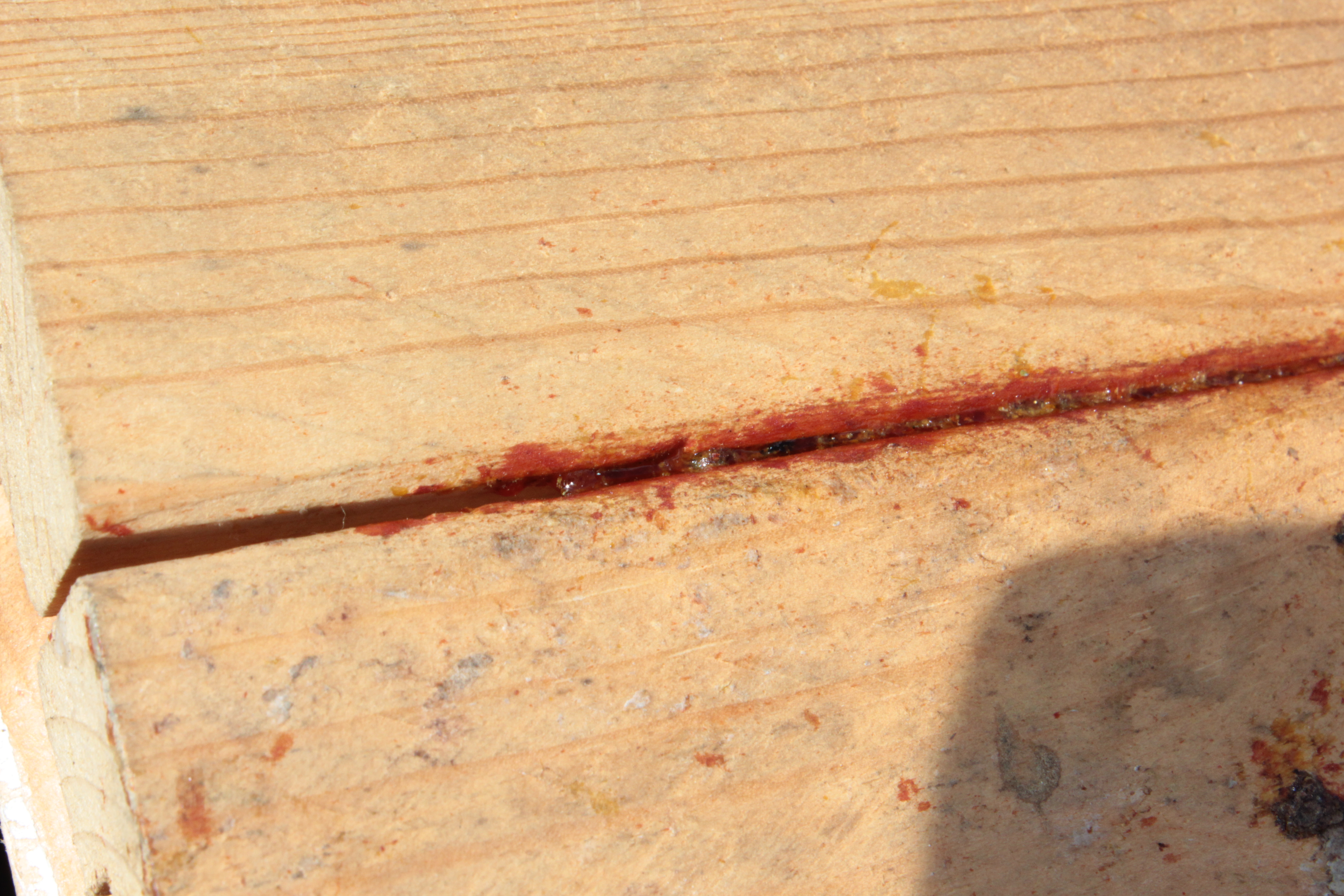
벌들이 프로폴리스를 사용하여 서로 붙인 벌통의 두 막대. 프로폴리스가 굳었기 때문에 막대를 분리하는 데 약간의 노력이 필요하다.

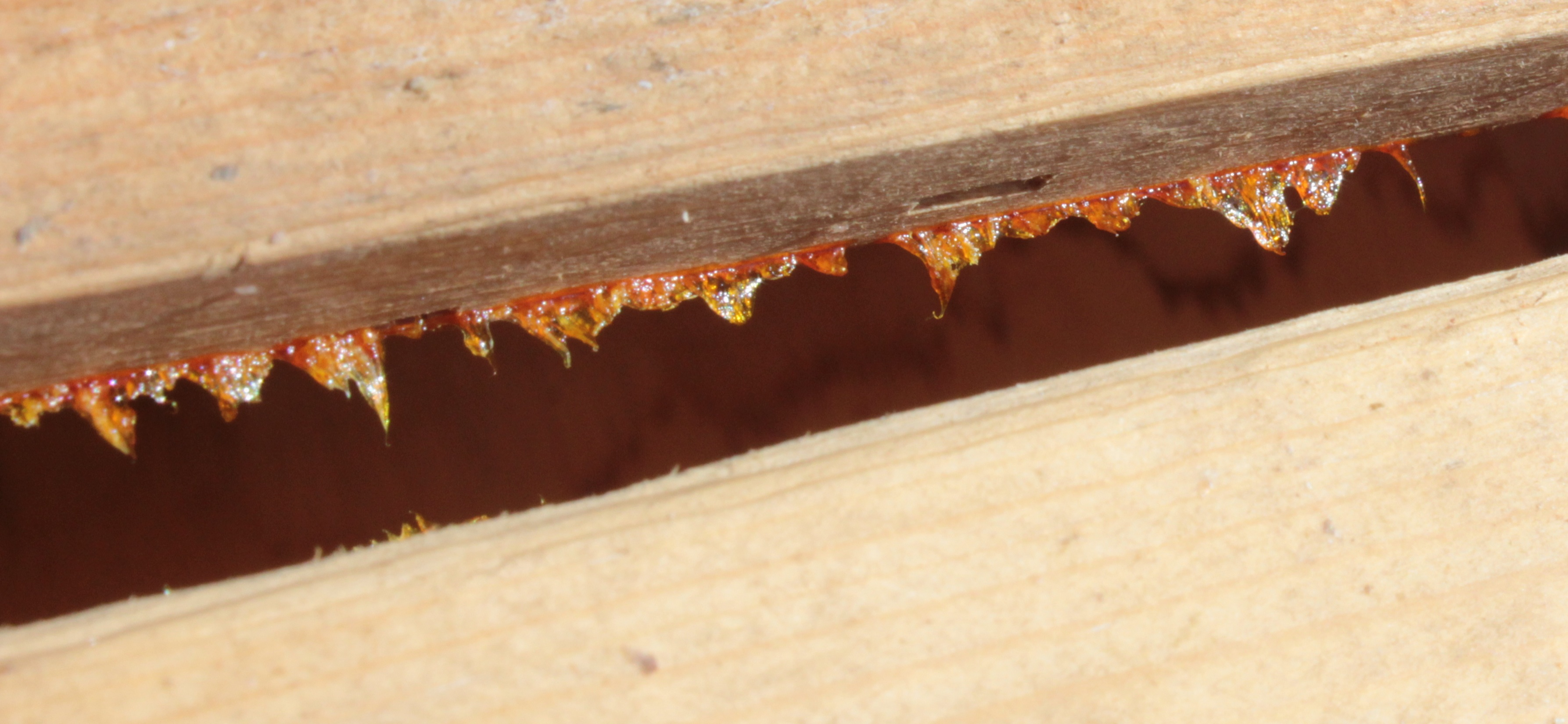
위 막대의 프로폴리스

프로폴리스 또는 봉교(蜂膠)는 꿀벌이 나무 싹, 수액 흐름 또는 기타 식물에서 채취한 삼출물에 타액과 밀랍을 섞어 만드는 수지의 혼합물이다. 벌집의 원치 않는 열린 공간에 대한 밀봉제로 사용된다. 프로폴리스는 작은 틈새(약 9 mm (3⁄8 in) 이하)에 사용되며, 벌 공간보다 큰 틈새(9 mm (3⁄8 in) 정도)는 보통 벌집으로 채워진다. 색은 프로프폴리스의 식물 원료에 따라 다르며, 어두운 갈색이 가장 일반적이다. 프로폴리스는 19 °C (66 °F) 이상에서는 끈적끈적한 반면, 낮은 온도에서는 딱딱하고 부서지기 쉽다.

## 사용

### 전통 의학
프로폴리스는 전통 의학에서 사용되어 왔지만, 질병 치료에 대한 효과를 평가할 증거는 충분하지 않다. 또한 섭취 시 알러지 반응을 유발할 수 있기에 주의해야 한다.

## 같이 보기
- 벌집